# Saint-Malo-de-Guersac
Pour les articles homonymes, voir Saint-Malo (homonymie).
Saint-Malo-de-Guersac  est une commune de la Loire-Atlantique située à 15 km de Saint-Nazaire en pleine Brière.

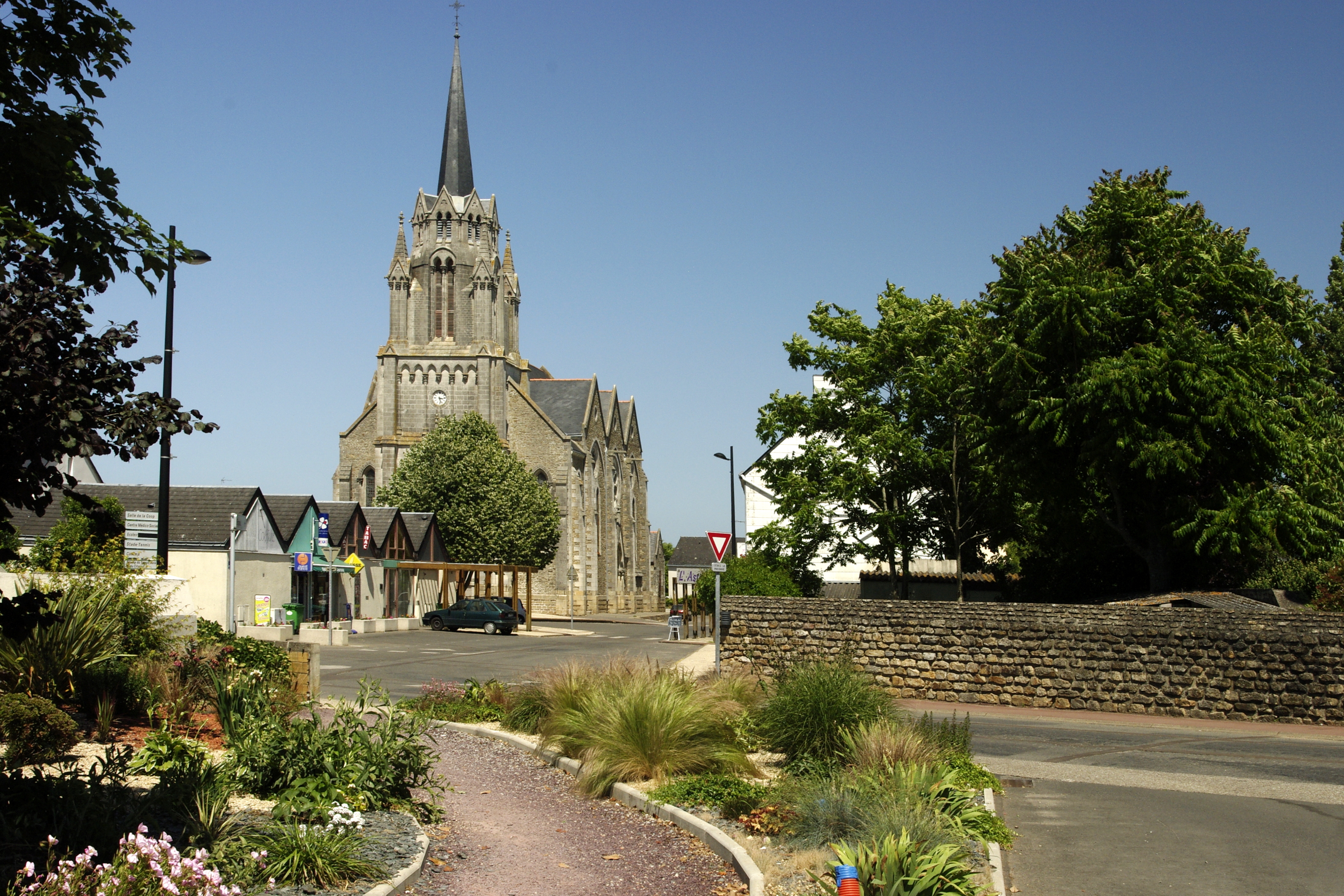
Le bourg et l'église

## Géographie

### Situation
Selon le découpage de la Bretagne fait par Erwan Vallerie, Saint-Malo-de-Guersac fait partie du pays traditionnel de la Brière et du pays historique du Pays Nantais.

### Quartiers
- le Bourg
- Le Pin
- La Ganache
- L'Isle
- Rozé
- Île d'Errand
- la Grée
- La Paquelais
- La Petite Brière
- Crosmain
- La Gravelle
- La Bosse

### Ressources et productions

Situation de la commune de Saint-Malo-de-Guersac dans le département de la Loire-Atlantique

Il s'agit essentiellement de cultures fourragères.

### Climat
Pour des articles plus généraux, voir Climat des Pays de la Loire et Climat de la Loire-Atlantique.
En 2010, le climat de la commune est de type climat méditerranéen altéré, selon une étude du CNRS s'appuyant sur une série de données couvrant la période 1971-2000. En 2020, Météo-France publie une typologie des climats de la France métropolitaine dans laquelle la commune est exposée à un climat océanique et est dans la région climatique  Bretagne orientale et méridionale, Pays nantais, Vendée, caractérisée par une faible pluviométrie en été et une bonne insolation.
Pour la période 1971-2000, la température annuelle moyenne est de 12,2 °C, avec une amplitude thermique annuelle de 12,6 °C. Le cumul annuel moyen de précipitations est de 695 mm, avec 12,4 jours de précipitations en janvier et 5,8 jours en juillet. Pour la période 1991-2020, la température moyenne annuelle observée sur la station météorologique de Météo-France la plus proche, « Saint-Nazaire-Montoir », sur la commune de Montoir-de-Bretagne à 3 km à vol d'oiseau, est de 12,6 °C et le cumul annuel moyen de précipitations est de 792,0 mm,. Pour l'avenir, les paramètres climatiques de la commune estimés pour 2050 selon différents scénarios d'émission de gaz à effet de serre sont consultables sur un site dédié publié par Météo-France en novembre 2022.
| Mois                                  | jan.             | fév.             | mars          | avril           | mai             | juin          | jui.           | août           | sep.           | oct.            | nov.            | déc.             | année      |
| ------------------------------------- | ---------------- | ---------------- | ------------- | --------------- | --------------- | ------------- | -------------- | -------------- | -------------- | --------------- | --------------- | ---------------- | ---------- |
| Température minimale moyenne (°C)     | 3,7              | 3,4              | 5,1           | 6,6             | 9,8             | 12,5          | 14,1           | 13,9           | 11,4           | 9,5             | 6,1             | 4                | 8,3        |
| Température moyenne (°C)              | 6,6              | 6,9              | 9,1           | 11,2            | 14,5            | 17,5          | 19,3           | 19,2           | 16,7           | 13,5            | 9,6             | 7,1              | 12,6       |
| Température maximale moyenne (°C)     | 9,5              | 10,4             | 13,2          | 15,8            | 19,2            | 22,5          | 24,4           | 24,5           | 21,9           | 17,4            | 13,1            | 10,2             | 16,8       |
| Record de froid (°C) date du record   | −13,8 16.01.1985 | −13,7 10.02.1986 | −9,4 01.03.05 | −3 11.04.1973   | −0,9 14.05.1995 | 2 02.06.1962  | 6,5 03.07.1968 | 4,7 31.08.1986 | 1,1 11.09.1972 | −5,9 30.10.1997 | −7,9 23.11.1988 | −10,6 28.12.1962 | −13,8 1985 |
| Record de chaleur (°C) date du record | 16,8 27.01.03    | 20,7 27.02.19    | 24 30.03.21   | 27,5 22.04.1984 | 31,2 26.05.17   | 37,7 27.06.19 | 41 18.07.22    | 38,4 09.08.03  | 33,4 12.09.22  | 29,4 08.10.23   | 20,9 01.11.15   | 16,9 07.12.00    | 41 2022    |
| Ensoleillement (h)                    | 728              | 102              | 1 487         | 1 745           | 2 068           | 2 329         | 2 331          | 2 339          | 1 977          | 1 279           | 898             | 724              | 18 926     |
| Précipitations (mm)                   | 87,7             | 68,3             | 58,6          | 56,6            | 54,9            | 40            | 38,6           | 44,1           | 63,4           | 87,7            | 95,4            | 96,7             | 792        |

## Urbanisme

### Typologie
Au 1er janvier 2024, Saint-Malo-de-Guersac est catégorisée ceinture urbaine, selon la nouvelle grille communale de densité à sept niveaux définie par l'Insee en 2022.
Elle appartient à l'unité urbaine de Saint-Nazaire, une agglomération intra-départementale regroupant 17  communes, dont elle est une commune de la banlieue,,. Par ailleurs la commune fait partie de l'aire d'attraction de Saint-Nazaire, dont elle est une commune de la couronne,. Cette aire, qui regroupe 24 communes, est catégorisée dans les aires de 200 000 à moins de 700 000 habitants,.

### Occupation des sols
Le tableau ci-dessous présente l'occupation des sols de la commune en 2018, telle qu'elle ressort de la base de données européenne d’occupation biophysique des sols Corine Land Cover (CLC).
| Type d’occupation                             | Pourcentage | Superficie (en hectares) |
| --------------------------------------------- | ----------- | ------------------------ |
| Tissu urbain discontinu                       | 17,1 %      | 263                      |
| Prairies et autres surfaces toujours en herbe | 68,8 %      | 1057                     |
| Marais intérieurs                             | 14,1 %      | 216                      |
| Source : Corine Land Cover                    |             |                          |

## Toponymie
Le nom de la localité est attesté sous les formes Guersac en 1401, Sant-Malo vers 1850.
Il s'agit d'une formation toponymique romane en Saint-, dont le second élément -Malo se réfère à un saint connu autrement sous le nom de Maclovius. Guersac est le nom de la principale île qui constitue le territoire communal de Saint-Malo-de-Guersac.
La référence à saint Malo dans le nom de la commune viendrait de l'événement mythique suivant : Malo, évêque d'Aleth, retournait à Aleth après un premier séjour à Saintes. Selon la légende, lorsque Malo traversa l’île de Guersac, son cheval trébucha sur un rocher qui a conservé la trace de son sabot. Ce rocher est dénommé depuis le Pas de Saint Malo[réf. nécessaire].
.Guersac se compose de la forme réduite du breton Gwern (ce mot désigne une zone marécageuse et son association à Sac'h est naturelle) qui est extrêmement fréquent en toponymie bretonne et la chute du "n" à la césure devant un second composant commençant par une consonne est assez fréquente et de Sac'h (sac) au sens d'un « endroit où il y a des eaux stagnantes ». Le mot se retrouve régulièrement en toponymie bretonne, comme dans le Sac'h de Quéven dans le Morbihan (Sac'h Kewenn en breton).[réf. nécessaire]
Le nom de la commune en gallo est Saint-Malo.
La forme bretonne actuelle proposée par l'Office public de la langue bretonne est Sant-Maloù-Gwersac'h.

## Histoire
Au ve siècle un village est fondé par des émigrants bretons (venus de la Bretagne insulaire) ; puis Saint-Malo-de-Guersac (Sant Maloù Gwersac'h en breton, de gwern (marais) et sac’h (stagnant)) s'étendra principalement sur les deux îles : l'île de Guersac qui est l'île la plus grande et la plus haute des îles de Brière, et l'île d'Errand.
Au Moyen Âge, Saint-Malo-de-Guersac dépend de la vicomté de Donges assujettie au duché de Bretagne et partageait les droits collectifs du territoire indivis du marais avec les habitants des 14 paroisses de la « Brière » conformément au privilège donné aux briérons par François II duc de Bretagne, le 8 août 1461, par lettre patente (voir Saint-Joachim). La duchesse Anne ratifie la lettre patente de son père François II. Ce privilège a été confirmé plusieurs fois au cours des siècles suivants.
Avant la Révolution française, le territoire de la commune actuelle faisait partie de la paroisse de Montoir-de-Bretagne. Son histoire est donc étroitement liée à cette dernière. La paroisse Saint-Malo-de-Guersac est fondée en 1845. En 1848, le bourg n'est constitué que de quelques maisons groupées autour d'une vieille chapelle.
La construction d'une nouvelle église commence en 1858 avec la pose de la première pierre le 22 juin. L’église est inaugurée en avril 1862. Le clocher est érigé en 1878 et les cloches sont installées en 1889. Édifiée sur le point le plus haut de l'île de Guersac (13 m), et de par ses formes, ses dimensions et son clocher qui culmine à 37 m au-dessus du marais, cette église a été surnommée "le petit Mont Saint-Michel de Brière".
La commune, distraite de Montoir-de-Bretagne, est créée par la loi du 14 novembre 1925.

## Politique et administration
| Période      | Période                     | Identité                 | Étiquette | Qualité |
| ------------ | --------------------------- | ------------------------ | --------- | --- |
| février 1926 | 1945                        | Eugène Jallais           |           | Premier maire de la commune |
| 1945         | octobre 1947                | François Lebert          |           | |
| octobre 1947 | mars 1971                   | Jules Guitton            | DVD       | |
| mars 1971    | mars 1983                   | Geneviève Grattier,      | PS        | |
| mars 1983    | mars 1989                   | Pierre Rambaud           | PS        | Ouvrier |
| mars 1989    | juin 1995                   | Marcelle Baucher-Guérant | PS        | Formatrice pour adultes Adjointe au maire (1983 → 1989)                                                                               |
| juin 1995    | mars 2008                   | Roger David              | PCF       | Monteur spécialisé retraité Conseiller général de Montoir-de-Bretagne (2008 → 2015)                                                   |
| mars 2008    | juin 2011                   | Alain Bentaha            | PS        | Directeur territorial Conseiller régional des Pays de la Loire (2004 → 2010) Vice-président de la CARENE (2008 → 2014) Démissionnaire |
| juin 2011    | mai 2020                    | Alain Michelot           | PS        | Retraité de la construction navale Premier adjoint au maire (2008 → 2011) Vice-président de la CARENE (2014 → 2020)                   |
| mai 2020     | En cours (au 1er mars 2022) | Jean-Michel Crand        | DVG       | Retraité MAN Diesel Adjoint au maire (2014 → 2020) Vice-président de la CARENE (2020 → )                                              |

## Population et société

### Démographie
Selon le classement établi par l'Insee, Saint-Malo-de-Guersac fait partie de l'aire urbaine, de la zone d'emploi et du bassin de vie de Saint-Nazaire et de l'unité urbaine de Saint-Joachim - Saint-Malo-de-Guersac. Toujours selon l'Insee, en 2010, la répartition de la population sur le territoire de la commune était considérée comme « intermédiaire » : 85 % des habitants résidaient dans des zones « intermédiaires », 9 % dans des zones « peu denses » et 6 % dans des zones « très peu denses ».

#### Évolution démographique
La commune est créée en 1925 après démembrement partiel de Montoir-de-Bretagne.
L'évolution du nombre d'habitants est connue à travers les recensements de la population effectués dans la commune depuis 1926. Pour les communes de moins de 10 000 habitants, une enquête de recensement portant sur toute la population est réalisée tous les cinq ans, les populations de référence des années intermédiaires étant quant à elles estimées par interpolation ou extrapolation. Pour la commune, le premier recensement exhaustif entrant dans le cadre du nouveau dispositif a été réalisé en 2005.

En 2022, la commune comptait 3 221 habitants, en évolution de +1,45 % par rapport à 2016 (Loire-Atlantique : +6,68 %, France hors Mayotte : +2,11 %).
| 1926  | 1931  | 1936  | 1946  | 1954  | 1962  | 1968  | 1975  | 1982  |
| ----- | ----- | ----- | ----- | ----- | ----- | ----- | ----- | ----- |
| 2 049 | 2 000 | 1 960 | 2 046 | 2 102 | 2 207 | 2 247 | 2 461 | 3 286 |

| 1990  | 1999  | 2005  | 2006  | 2010  | 2015  | 2020  | 2022  | - |
| ----- | ----- | ----- | ----- | ----- | ----- | ----- | ----- | - |
| 3 294 | 3 126 | 3 085 | 3 112 | 3 212 | 3 181 | 3 206 | 3 221 | - |

#### Pyramide des âges
La population de la commune est relativement jeune.
En 2018, le taux de personnes d'un âge inférieur à 30 ans s'élève à 31,6 %, soit en dessous de la moyenne départementale (37,3 %). À l'inverse, le taux de personnes d'âge supérieur à 60 ans est de 27,8 % la même année, alors qu'il est de 23,8 % au niveau départemental.
En 2018, la commune comptait 1 565 hommes pour 1 616 femmes, soit un taux de 50,8 % de femmes, légèrement inférieur au taux départemental (51,42 %).
Les pyramides des âges de la commune et du département s'établissent comme suit.
| Hommes | Classe d’âge | Femmes |
| ------ | ------------ | ------ |
| 0,1    | 90 ou +      | 0,4    |
| 6,9    | 75-89 ans    | 8,6    |
| 18,7   | 60-74 ans    | 20,8   |
| 21,4   | 45-59 ans    | 20,7   |
| 19,9   | 30-44 ans    | 19,1   |
| 12,3   | 15-29 ans    | 12,5   |
| 20,6   | 0-14 ans     | 17,9   |

| Hommes | Classe d’âge | Femmes |
| ------ | ------------ | ------ |
| 0,6    | 90 ou +      | 1,8    |
| 6      | 75-89 ans    | 8,6    |
| 15,1   | 60-74 ans    | 16,4   |
| 19,4   | 45-59 ans    | 18,8   |
| 20,1   | 30-44 ans    | 19,3   |
| 19,2   | 15-29 ans    | 17,4   |
| 19,5   | 0-14 ans     | 17,6   |

### Endogamie
L'isolement géographique de la commune a longtemps été une source d'endogamie (ce qui est vrai pour toute la Brière, mais encore plus pour Saint-Malo de Guersac et Saint-Joachim). Ce problème tend à disparaître depuis le premier quart du XXe siècle, et le désenclavement de la Brière. Ceci a également entraîné une faible diversité des patronymes : les Halgand, Aoustin, Moyon, Mahé, Chedotal, Guihéneuf constituant toujours la majorité des noms de famille, principalement dans les îles, où les habitants sont surnommés les « canards » (les habitants de la bordure du marais étant eux surnommés les « naquets »). D'ailleurs, le roman de Alphonse de Châteaubriant, La Brière, traite de ce problème, où un père de famille « canard » refuse que sa fille épouse un « naquet » de Crossac. L'exogamie, même avec des communautés géographiquement et culturellement proches, était peu pratiquée.

## Vie locale
- Pêche, chasse, promenades en chaland.
- Vitrine du marais (faune et flore).
- Sentier de découverte du marais.
- Parc animalier de Rozé (faune de Brière).
- Orchestre de Batterie fanfare de Saint Malo de Guersac : classée en supérieur, la batterie fanfare se produit dans la commune mais aussi un peu partout en France. Elle possède désormais une fanfare de rue : la bande d'Eolas.

## Monuments et lieux remarquables
- le belvédère de 128 marches, haut de 24 m, situé au port de Rozé et ouvert depuis octobre 2020, il permet de découvrir l’étendue de la richesse paysagère de la Brière sur 360°.
- l'église (1858-1878) dont la première pierre est posée le 22 juin 1858. Elle est inaugurée en avril 1862. Le clocher est édifié en 1878 et les cloches sont installées en 1889
- la croix de la Ganache, située rue de la Ganache
- le calvaire, situé au carrefour des rues de l'Isle et Aristide Briand
- le château (1908), situé rue Émile Zola
- les haras nationaux (1980), situés au no 40 route de la Ganache. Les haras dépendaient jadis et jusqu'en 1980 de la commune de Montoir-de-Bretagne
- l'école Saint-Joseph (XIXe – XXe siècle), située rue Aristide Briand. L'école est construite en 1863 sur l'initiative du curé, Julien Malary
- l'ancienne cure (1866), située rue Aristide Briand et édifiée par l'abbé Lanoë

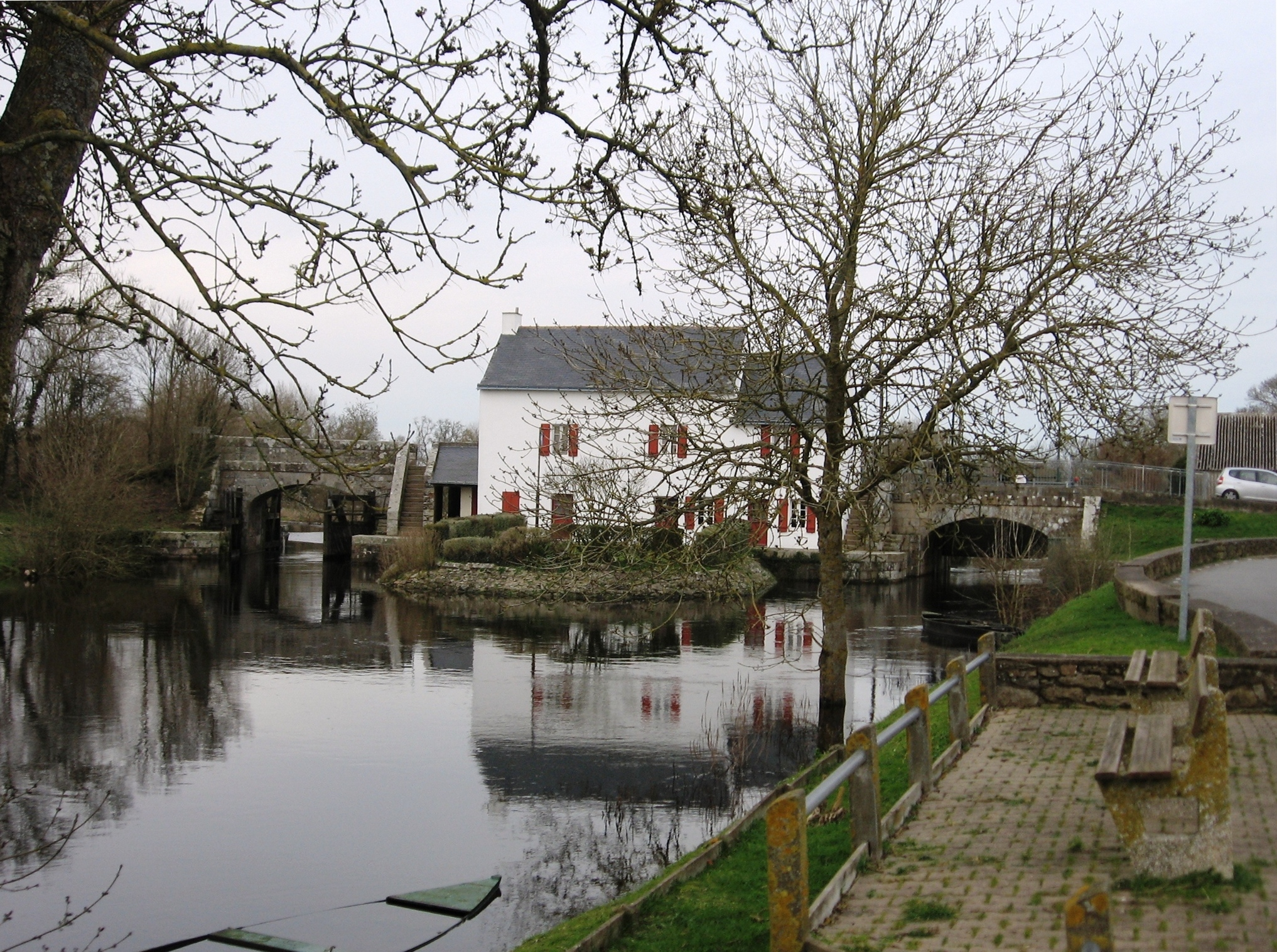
Maison de l'éclusier en hiver

- la maison de l'éclusierMaison de l'éclusier en hiver, située sur la route de Saint-Joachim et restaurée en 1975. Elle héberge aujourd'hui un musée
- les écluses et la maison de l'éclusier (début du XIXe siècle), située au Port de Rozé (une seule écluse a gardé ses portes)
- le site de la réserve Pierre Constant (Réserve Naturelle Régionale Marais de Brière), près de la maison de l'éclusier
- la statue de la Vierge à l'Enfant (1947)
- le blockhaus (1939-1945), situé sur la butte du Pin. Cet édifice hébergeait jadis une batterie de défense aérienne chargée de protéger Saint-Nazaire où la Kriegsmarine avait placé une base de sous-marins
- le rocher dit « Pas de Saint-Malo » qui est visible à proximité du centre ville, près de l'allée de la Garenne sur le circuit de randonnées no 1.